# Tilly Losch
Tilly Losch (Wenen, 15 november 1903 - New York, 24 december 1975) was een Oostenrijks danseres, schilderes en actrice.

## Levensloop en carrière
Losch werd geboren in Wenen als Ottilie Ethel Leopoldine Losch. Ze studeerde ballet. Samen met haar eerste man, Edward James richtte ze een bedrijf op, Les Ballets 1933. Losch werkte samen met grote namen als George Balanchine, Max Reinhardt en Noël Coward. Haar balletsucces leverde haar enkele rollen op in Hollywood, zoals in The Good Earth uit 1937 en Duel in the Sun uit 1946.
In 1934 scheidde ze van James. Ze ontmoette Henry Herbert en huwde met hem in 1939. In deze periode begon ze ook met schilderen. Na eerste zelfportretten te hebben gemaakt, maakte ze later van portretten van vrienden zoals Anita Loos, Kurt Weill en Lotte Lenya. Ze gebruikte ook het thema dans en ballet in haar schilderijen. In 1947 scheidde ze van Herbert.
Losch overleed in 1975 op 72-jarige leeftijd.
- Bibliothèque nationale de France: cb148059583 (data)
- Gemeinsame Normdatei: 1037695488
- International Standard Name Identifier: 0000 0000 2883 5916
- Library of Congress Control Number: n85151677
- Nationale Bibliotheek van Tsjechië: xx0182782
- Nationale Bibliotheek van Israël: 987007401358005171
- RKD-Nederlands Instituut voor Kunstgeschiedenis: 50963
- SNAC: w6r49swm
- Système universitaire de documentation: 244875103
- Virtual International Authority File: 38351779
- WorldCat: E39PBJq6YxY7ym9y3b6gB7jjYP